# T-15輕型坦克
T-15輕型坦克是比利時陸軍在第二次世界大戰比利時戰役所投入的一款輕型坦克，在戰場上對納粹軍隊的進攻造成些微的遲緩。

## 戰歷
隸屬於第2 槍騎兵團第一騎兵師的第7 'eskadron panterwagens'/'escadron voitures blindés' 裝備了T-13 和T-15。這些戰車在1940年和德國的戰車部隊進行戰鬥，雖然擊毀少數敵方坦克，但由於德軍戰車部隊龐大，第七師也是徒勞無功。
比利時戰役結束後，少數倖存的 T-15 被德國武裝部隊接管，編號為「Panzerspähwagen VCL 701 (b)」，這些t-15僅用來反叛亂和訓練，並沒有在德意志國防軍擔任進攻部隊。

## 設計
t-15的設計顯然與Mark III輕型坦克原型機相似。懸吊由位於轉向架上的霍斯特曼螺旋彈簧製成，每個轉向架有兩個橡膠襯裡輪組。
這種設計由Sidney Horstmann發明，專門用於輕型車輛，也被用於英國陸軍的Mk VI 輕型坦克。除了相對容易建造、緊湊和輕巧之外，它還具有行程長、在現場損壞時易於更換的優點
。驅動鏈輪位於前部，惰輪位於後部，附有兩個回程滾輪。動力來自Henry Meadows 6 缸汽油發動機，可產生 88 匹馬力（66 千瓦）的功率並配有四速預選變速箱。
轉向是將驅動裝置脫開至一條軌道並煞車以增加轉彎的組合。砲塔的橫動是電動的。
此外， T-15 沒有配備無線電。
比利時 T-15 版本的裝甲比原始 Mark III 設計的裝甲少得多：僅使用 7-9 毫米裝甲鋼，而不是 12-14 毫米。 這意味著 T-15 乘員僅受到全面保護，免受間接爆炸和碎片傷害，並且受到輕武器火力的相當良好的保護（除了垂直於裝甲的近距離射程），但根本沒有受到任何保護大多數輕型反戰車彈，例如0.50 BMG 、 Boys 反戰車步槍的 0.55 、德國13.2 毫米 TuF或實際上是其自己的 13.2 毫米（0.52 英寸）Hotchkiss 彈。即使按照當時的歐洲標準，T-15 坦克也可以被認為是裝甲不足的。除了政治因素之外，這種權衡還包括出色的機動性：T-15 的重量僅為3.8 噸，但由88 馬力（66 千瓦）的發動機提供動力，其最高時速高達64 公里/小時（40 英里/小時） ），非常適合騎兵戰術。[7]人們希望這將使 T-15 成為更難擊中的目標。
T-15戰車的主要武器是13.2公厘霍奇基斯機槍，該機槍已在比利時空軍中作為輕型高射砲使用。雖然它的目的是作為高射砲，但它具有一些反裝甲能力：它可以在 500 m（1,640 英尺）的射程內穿透 13 mm 的裝甲板。槍管長度為 992 毫米（39.06 吋）。它從 25 或 30 個彈匣中以每分鐘 450 發的速度發射。這使得 T-15 理論上有能力消滅大多數敵方裝甲車、半履帶車和軟皮車輛。然而，除了配備機槍的Panzer I之外，T-15 的武器無法與較重型的德國坦克相抗衡，而且並非如此。輔助武器包括一門安裝在樞軸上的輕型M1918勃朗寧自動步槍（BAR），作為防空防禦的一種形式。為了發射 BAR，砲手必須暴露在敵人的火力之下。

## 部屬和運行的歷史
從事實來看，總共部署的 T-15 不超過 42 輛，而T-13 坦克殲擊車的數量更多，而且交付計劃早在 1936-38 年開始之前就已經結束了。比利時戰役之後，比利時軍隊顯然不再那麼對 T-15 著迷了。只有精銳的阿登獵兵山地部隊和騎兵團才部署了 T-15 進行作戰。部署如下：兩個騎兵師各 16 輛 T-15（與 T-13 戰車殲擊車和其他履帶式和輪式裝甲車組合）阿登獵兵第1、第2 和第3 團各3輛- 但不是在第四、第五和第六 - 還有一個在駕駛員訓練學校。
從技術角度來看，T-15 存在一些缺點：除了由於其多功能但武器較輕而難以對付敵方裝甲部隊外，而且由於裝甲相當薄弱，移動時的穩定性問題導致砲兵佈設困難且緩慢：懸吊太軟，導致煞車時過度前傾。這使得 T-15 的高速變得不那麼重要和有效。技術和可靠性問題也並不少見：由於維克斯Mark III輕型坦克沒有被任何其他客戶採用，因此微調和克服這些問題將由比利時武裝部隊完成。在比利時戰役的前四天裡，至少有兩輛 T-15 被送往布魯塞爾的維修站，而另外至少兩輛由於技術困難而不得不被留下：其中一輛的離合器壞了。